# Adenoma
Un adenoma, del grec ἀδῆν, adēn, «glàndula» i el sufix grec -ωμα, -oma, «massa», «bony», és un nòdul o tumor benigne que es desenvolupa en les cèl·lules secretores de revestiment d'una glàndula o en un teixit amb funció secretora. Quan forma masses quístiques voluminoses es diu cistoadenoma.

## Clínica
Les cèl·lules de l'adenoma poden conservar o no la seva funció secretora i les cèl·lules que proliferen poden ser les de l'estroma de nutrició i sostén i no les glandulars. Els més importants són els de pròstata, còlon, glàndula suprarenal, tiroide, hipòfisi i fetge, entre d'altres.
Encara que els adenomes són benignes, amb el temps poden transformar-se i tornar-se malignes i en aquest cas es denominen adenocarcinomes. La majoria dels adenomes no es transformen.
Quan són benignes tenen el potencial de causar complicacions greus de salut en comprimir altres estructures (efecte de massa) i en produir grans quantitats d'hormones d'una manera no regulada, no dependent de la retroalimentació (causant síndromes paraneoplàsics). Alguns adenomes són massa petits per a ser vists macroscópicament, però encara poden causar símptomes clínics.

## Tipus
- L'adenoma de pròstata és una hipertròfia del teixit prostàtic que sofreixen el 90% dels homes a partir dels 50-55 anys. A poc a poc comprimeix i obstrueix la uretra obstaculitzant la micció, i arriba a requerir tractament quirúrgic en el 10% dels homes de 60-65 anys.
- L'adenoma d'hipòfisi produint tant símptomes locals com intracranials; acostuma a ser secretor, llavors pot produir alteracions hormonals com galactorrea (secreció làtea fora de la gesticulació per excés d'ACTH).
- L'adenoma suprarenal (o adenoma adrenal), La majoria són no funcionants o Incidentalomes, ja que es descobreixen en un TAC realitzat per un altre motiu. Si és secretor pot produir cortisol (i llavors una síndrome de Cushing) o aldosterona (produint un hiperaldosteronisme primari[5] o síndrome de Conn)[6] o andrògens (hiperandrogenisme) o catecolamines (feocromocitoma).[7]
- Adenoma tiroidal: apareix en la glàndula tiroide. També es diu nòdul tiroidal. Pot ser fol·licular o papil·lar, actiu o no actiu. Quan és un adenoma hiperactiu (adenoma de Plummer) se'n diu adenoma tòxic i produeix hipertiroïdisme.[8]
- Adenoma bronquial: apareix en els bronquis en broncoscòpies[9] per intubació.
- Adenoma de còlon: es presenta en el còlon. En la majoria dels casos presenta la morfologia de pòlip de còlon.
- Adenoma pleomórfic: es presenta freqüentment en les glàndules salivals.
- Adenoma hepàtic: es presenta en el fetge.
- Adenoma hipofisiari: apareix en la hipòfisi. La majoria no produeixen/secreten hormones; entre els productors més freqüents hi ha els prolactinomes,[10] associats amb una elevada secreció de prolactina;[11] si sintetitzen hormona del creixement provoquen gigantisme o acromegàlia; si produeixen ACTH, progressa la malaltia de Cushing,[12] variant hipofisiària de la síndrome de Cushing.[13]
- Adenoma de mama: s'anomenen fibroadenomes. Amb freqüència són molt petits i difícils de detectar. Acostumen a no donar símptomes. El tractament pot incloure biòpsia per agulla, o remoció.
- Adenoma de pàncrees: pot ser qualsevol tumor benigne de pàncrees. Quan és funcional es diu insulinoma perquè produeix insulina, gastrinoma si produeix gastrina, vipoma si produeix pèptid vasoactiu intestinal.
- Adenoma paratiroidal:[14] es localitza en les glàndules paratiroides. És la causa més freqüent d'hiperparatiroïdisme per excés de producció d'hormona paratiroidal.
- Adenoma testicular: o també adenoma de Pick, es localitza en els testicles, en les cèl·lules de Sertoli.
- Adenoma renal: poc freqüent, en els ronyons.